# Portes de Sens et de Joigny
Les portes de Sens et de Joigny sont un ensemble de deux portes situé à Villeneuve-sur-Yonne en France : la porte de Joigny et la porte de Sens.
Les deux portes sont classés au titre des monuments historiques depuis 1862.

## Musée d'histoire
Les deux portes abritent le musée d'histoire de Villeneuve-sur-Yonne créé en 1978. La porte de Joigny abrite le résultat des travaux et des fouilles de l'archéologue régional Georges Bolnat ; la porte de Sens abrite des collections liées à la Préhistoire.
À noter que la ville compte également un musée des Beaux-Arts, situé au 4, rue Carnot.